# Psoronaias
Psoronaias је род слатководних шкољки из породице Unionidae, речне шкољке.

## Врсте
Врсте у оквиру рода Psoronaias:
- Psoronaias crocodilorum (Morelet, 1849)
- Psoronaias distincta (Crosse & Fischer, 1893)
- Psoronaias herrerae (Marshall, 1923)
- Psoronaias kuxensis Frierson, 1917
- Psoronaias martensi Frierson, 1927
- Psoronaias morini (Morelet, 1851)
- Psoronaias ostreata (Morelet, 1849)
- Psoronaias semigranosa (von dem Busch in Philippi, 1843)